# Józef Komarewicz
Józef Komarewicz (ur. 21 stycznia 1955 w Tarnowie, zm. 28 sierpnia 2015 tamże) – polski poeta i dziennikarz. 
Absolwent Wydziału Prawa i Administracji Uniwersytetu Jagiellońskiego oraz Podyplomowego Studium Dziennikarskiego przy Instytucie Filologii Polskiej UJ. Jako poeta debiutował na łamach „Magazynu Studenckiego” (Kraków). Był redaktorem naczelnym „Metalowca Tarnowskiego”, pracował jako dziennikarz tygodnika „TEMI” i w zespole redakcyjnym miesięcznika „Okolice”.
Swoje utwory publikował m.in. w „Magazynie Kulturalnym“, „Tygodniku Kulturalnym“, „Miesięczniku Literackim“, „Życiu Literackim“, „Zielonym Sztandarze“, „Wieściach“, „Gazecie Krakowskiej“, „Dzienniku Polskim“, „Wstań“, „Studencie“, „Tarninie“, „Tarninach“, „Morzu i Ziemi“, „Kujawach“, „Akancie“, „Zeszytach Tarnowskich“, „Piśmie Literacko–Artystycznym“, „Kurierze Polskim. Dzień po dniu“, „Magazynie Polskim“ - czasopiśmie ukazującym się w Grodnie, „Nowym Dzienniku (Polish Daily News, NY, USA)“, „Monitorze” -Polskim Tygodniku Informacyjno - Ogłoszeniowym (Il, USA),Odwecie – piśmie Stowarzyszenia Kombatantów „Jędrusiów” Żołnierzy Armii Krajowej, Ich Rodzin i Sympatyków w Połańcu, Wiciach Polonijnych – piśmie Światowego Forum Mediów Polonijnych, ZNAJ – kwartalniku artystyczno – naukowym, ogólnopolskim piśmie Stowarzyszenia Autorów Polskich, Głosie Polskim (La voz de Polonia, Buenos Aires, Argentyna), „Zwojach” (The Scrolls), kwartalniku „Scena Polska” (Pools Podium) (Utrecht, Holandia), miesięczniku Polonii Austriackiej „Polonika” (Wiedeń), „Dzienniku Kijowskim”, portalu IRLANDIA.IE. 
Założyciel grupy poetyckiej „Obserwatorium” (1985). W 1985 r. opublikował Zarys działalności Tarnowskiego Korespondencyjnego Klubu Młodych Pisarzy przy Młodzieżowej Agencji Kulturalnej ZW ZSMP w Tarnowie w l. 1975 - 1985. Współautor Przewodnika po upamiętnionych miejscach walk i męczeństwa lata wojny 1939-1945 r., Rada Ochrony Pomników Walki i Męczeństwa, Wydawnictwo Sport i Turystyka, Warszawa 1988. Woj. krakowskie, krośnieńskie, nowosądeckie, przemyskie, rzeszowskie, tarnowskie. W 1995 r. opublikował książkę "Pisać czy kłaniać się burmistrzowi: ("ściąga" dla dziennikarzy prasy sublokalnej). Współautor Encyklopedii Tarnowa. 
Prezes Rady Oddziału Tarnowskiego Stowarzyszenia Autorów Polskich. Był specjalistą public relations w Firmie Marketingowej Hektor sp. z o.o. w Tarnowie. Sekretarz redakcji „Odwetu” w Połańcu. Należał do Stowarzyszenia „Media Polanie” z siedzibą w Tarnowie. Redaktor społecznościowego serwisu informacyjnego wiadomosci24.pl.

## Tomiki wierszy
- Nieczytelny podpis (1985),
- Moja ustawa (1986),
- Garbata Afrodyta (1989),
- Wrośnięci w skorupę (1990),
- Wiersze (2004).
- Przechodząc (2009)

Obecny w tomikach zbiorowych: Goście Stanisława Lisa. Poeci skazani na rozterkę (2007), GALAktyka tarnowskich poetów (2009) oraz w wydawnictwach: Wszystkie nasze liście, Bramy poezji, Podróże bliskie i dalekie, Biały autobus. W 1987 r. utwory J. Komarewicza opublikowano w antologii poezji "Korespondencyjny Klub Młodych Pisarzy. 25 lat. Rysopis" (Wybór i opracowanie: Rena Marciniak, wydawca: Młodzieżowa Agencja Wydawnicza, ISBN 83-203-2432-7). W 1990 r. wiersze J.Komarewicza zamieszczono w książce "Debiuty poetyckie'85. Antologia" (wybór, wprowadzenie i red. Jerzy Koperski, Andrzej K. Waśkiewicz).